# Capestang
Capestang é uma comuna francesa na região administrativa de Occitânia, no departamento de Hérault. Estende-se por uma área de 39,56 km². Em 2010 a comuna tinha 3 332 habitantes (densidade: 84,2 hab./km²).